# أدريان باول
أدريان باول (بالإنجليزية: Adrian Paul)‏ (و. 1959 – م) هو ممثل، ومصمم رقص، من المملكة المتحدة، ولد في لندن.

## وصلات خارجية
- أدريان باول على موقع IMDb (الإنجليزية)
- أدريان باول على موقع روتن توميتوز (الإنجليزية)
- أدريان باول على موقع ألو سيني (الفرنسية)
- أدريان باول على موقع أول موفي (الإنجليزية)
- أدريان باول على موقع إن إن دي بي (الإنجليزية)
- أدريان باول على موقع قاعدة بيانات الفيلم (الإنجليزية)
- أدريان باول على موقع كينوبويسك (الروسية)